# Intel RealSense
Intel RealSense és una gamma de càmeres de profunditat i tecnologies de percepció 3D desenvolupades per l'empresa Intel.
Les càmeres de profunditat Intel RealSense ofereixen imatges digitals i mapes de profunditat mitjançant diferents sensors i principis de mesura. Per exemple, les sèries R200 i D400 funcionen amb càmeres estereoscòpiques i projectors d'infrarojos. Els models F200, SR300 i SR305 mesuren distància mitjançant un sistema de llum infraroja estructurada, codificada temporalment. Un dels sistemes més recents, el model L515, empra tecnologia lidar. A més a més, diferents models disposen d'unitats de mesura inercial. El cost d'una càmera de profunditat Intel RealSense sol oscil·lar entre els 100 i els 400 dòlars, depenent del model.
Intel va anunciar per primer cop el desenvolupament de càmeres de profunditat el 2013, després de l'èxit de Kinect. Un any més tard aquests productes es van agrupar sota la denominació Intel RealSense i el 2015 es va formar una divisió especialitzada en càmeres de profunditat. Aquell mateix any, amb el llançament del model R200 i paquets de programari per a desenvolupadors, les càmeres Intel RealSense es van popularitzar en diferents aplicacions de robòtica, drons, realitat virtual o augmentada.
L'estiu del 2021 Intel va anunciar la dissolució de la divisió RealSense i la interrupció en el desenvolupament de totes les sèries de càmeres excepte la D400, els models estereoscòpics. Segons l'empresa, la sèrie D400 es continuaria venent i desenvolupant, però s'aturaria la comercialització dels sistemes lidar, de seguiment i de reconeixement facial. Aquesta decisió es va prendre a causa d'una crisi en el negoci principal d'Intel, la fabricació de xips i processadors, i també a causa del poc volum de vendes de les càmeres Intel RealSense.